# Belzebub

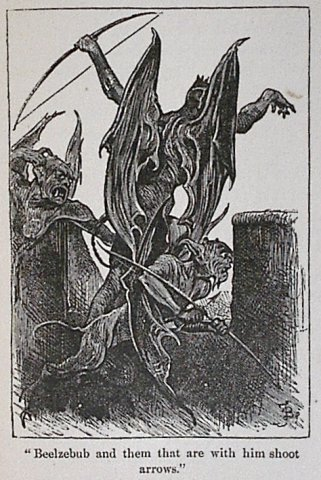
„Belzebub és a vele lévők nyilakkal lövöldöznek.“ (1678)

Belzebub vagy Baál-Zebub, aki időnként a Legyek Uraként is ismert, egy filiszteus isten neve volt, akit az ókorban Ekronban imádtak. Az ábrahámi vallások a Biblia alapján fő démonként azonosították, ahol a gonosz egyik megtestesítője. Szerepe és története hasonló Luciferéhez.

## Szófejtés
A Belzebub név a kánaáni Baál istenhez kapcsolódik.
Nevének jelentése:
- Eredeti alakja: "zbl b`l ars", jelentése: "Herceg, a Föld Ura”. A Baál (Ba`al, héber: בעל) név jelentése: 'úr, uralkodó, férj'. Eredetileg a kánaánita kultúrkörhöz tartozó viharisten. Kultikus állata a bika.

## A Bibliában
- Ilyen néven tisztelték Baált Ekronban a filiszteusok (2Kir 1,2.3.6.).

- Máté evangéliumában fordul elő a név elsőként a ma ismert formájában (Belzebub, Mt. 10,25), a korábbi szövegben a Baál-Zebub alak olvasható. A Héber Bibliában mint Jahve ellensége jelenik meg, akit legyőzött. E hozzáállásnak köszönhetően örökli meg a főgonosz szerepét a Bibliában is, ahol a rossz szellemek feje, az ördögök fejedelme, kultikus állatától pedig attribútumként megkapja annak bikaszarvait.

## Babiloni eredet
Található összefüggés a régi Sumér-Babiloni istenekkel is. Az egyik utalás egy Bel nevű istenségről amely néven En-lil és Marduk is szerepelt. En-lil a levegő, viharok és szél istene volt, míg Marduk az istenek vezetője és a viharok istene volt.